# Stenoterommata maculata
Stenoterommata maculata is een spinnensoort in de taxonomische indeling van de bruine klapdeurspinnen (Nemesiidae).
Stenoterommata maculata werd in 1880 beschreven door Bertkau.